# 摩利縣 (田納西州)
摩利县（英語：Maury County）是美国田纳西州中南部的一個縣。面積1,594平方公里。根据2020年美國人口普查，共有人口100,974人。縣治哥倫比亞（Columbia）。該縣成立於1807年11月16日，縣名紀念州參議員亞伯拉罕·波因德克斯特·摩利 （Abram P. Maury）。